# Desmacella toxophora
Desmacella toxophora är en svampdjursart som beskrevs av Claude Lévi 1993. Desmacella toxophora ingår i släktet Desmacella och familjen Desmacellidae.
Artens utbredningsområde är havet kring Nya Kaledonien. Inga underarter finns listade i Catalogue of Life.